# Ely Nunatak
Ely Nunatak är en nunatak i Antarktis. Den ligger i Östantarktis. Australien gör anspråk på området. Toppen på Ely Nunatak är 596 meter över havet.
Terrängen runt Ely Nunatak är platt norrut, men söderut är den kuperad. Trakten är obefolkad. Det finns inga samhällen i närheten.